# Carlo Garozzo
Carlo Garozzo (fl. XX secolo) è stato un calciatore, allenatore di calcio, pioniere del calcio, arbitro,  e dirigente sportivo egiziano naturalizzato italiano, di ruolo difensore.

## Biografia
Pioniere del calcio italiano, nacque in Egitto da famiglia italiana. Nei primi anni del Novecento tornò in Italia per studiare presso l'Istituto di Belle Arti di Napoli. Dal 1908 al 1922 fu terzino destro del Naples. Nel 1911 tornò in squadra dopo un'assenza di parecchi mesi. Fu anche allenatore del Savoia nel 1921-1922 e arbitro (a lui fu intitolata la Sezione AIA di Napoli, creata nel 1927).
Morì negli anni trenta.

## Statistiche

### Presenze e reti nei club
Statistiche aggiornate al 20 novembre 1921.
| ...             |                 |                 |    |   |         |     |     |     |    |
| 1909-1910       | Naples          | SC              | 1  | 0 | CL      | ?   | ?   | 1+  | 0+ |
| 1910-1911       | Naples          | SC              |    |   | LCC+CS  | ?+1 | ?+? | 1+  | ?  |
| 1911-1912       | Naples          | SC              |    |   | LCC+CNC | ?+1 | ?+? | 1+  | ?  |
| 1912-1913       | Naples          | PC              | 4  | 0 |         |     |     | 4   | 0  |
| 1913-1914       | Naples          | PC              | 2  | 0 | LCC     | ?   | ?   | 2+  | 0+ |
| 1920-1921       | Naples          | PC              | 14 | 0 |         |     |     | 14  | 0  |
| 1921-1922       | Naples          | SD              | 2  | 0 |         |     |     | 2   | 0  |
| Totale carriera | Totale carriera | Totale carriera | 23 | 0 |         | ?+2 | ?+? | 25+ | 0+ |

### Statistiche da allenatore
Statistiche aggiornate al 26 febbraio 1922.
| Stagione        | Squadra         | Campionato      | Campionato | Campionato | Campionato | Campionato | Coppe nazionali | Coppe nazionali | Coppe nazionali | Coppe nazionali | Coppe nazionali | Totale | Totale | Totale | Totale | % Vittorie |
| Stagione        | Squadra         | Comp            | G          | V          | N          | P          | Comp            | G               | V               | N               | P               | G      | V      | N      | P      | %          |
| --------------- | --------------- | --------------- | ---------- | ---------- | ---------- | ---------- | --------------- | --------------- | --------------- | --------------- | --------------- | ------ | ------ | ------ | ------ | ---------- |
| 1921-1922       | Savoia          | PD              | 12         | 9          | 0          | 3          |                 |                 |                 |                 |                 | 12     | 9      | 0      | 3      | 75,00      |
| Totale carriera | Totale carriera | Totale carriera | 12         | 9          | 0          | 3          |                 |                 |                 |                 |                 | 12     | 9      | 0      | 3      | 75,00      |